# Justino de Neve
Justino de Neve (Siviglia, 1625 – Siviglia, 1685) è stato un presbitero e collezionista d'arte spagnolo, canonico della cattedrale di Siviglia.

## Biografia
Nacque a Siviglia nel 1625. I suoi genitori erano Juan de Neve, un mercante della stessa città, e Sebastiana de Chaves y Castilla, di Malaga. I suoi nonni paterni erano Miguel de Neve, originario di Herentals, ducato di Brabante (provincia di Anversa), e Francisca Pérez Franco, originaria di Siviglia. Fu battezzato nella chiesa parrocchiale di San Bartolomé il 6 settembre dello stesso anno. 
Fu ordinato sacerdote a ventun anni e canonico a trentatré. Fondò a Siviglia l'ospedale de los Venerables, dedicato alla residenza di sacerdoti anziani e disabili e fu uno dei promotori delle riforme attuate in alcuni templi sivigliani, tra cui spicca la chiesa di Santa Maria la Bianca che adornò. Nel 1665 commissionò al suo caro amico Murillo di cui fu anche esecutore testamentario, i dipinti del Sogno del Patrizio e della Visita al Pontefice, dipinti che raccontano la storia della fondazione della basilica di Santa Maria Maggiore a Roma. Entrambi sono stati saccheggiati dal maresciallo Soult estimatore dell'opera di Murillo, durante la guerra d'indipendenza, anche se potrebbero essere recuperati e si trovano al Museo del Prado.  
È opera del Murillo anche un ritratto dello stesso Justino de Neve, donatogli dal pittore.
Justino de Neve finanziò la ricostruzione della chiesa di Santa Maria della Bianca a Siviglia nel XVII secolo e, insieme al canonico Juan de Loaysa, ebbe un ruolo predominante nella celebrazione della canonizzazione del re Ferdinando III nel 1671.
Fu un importante collezionista d'arte e per tutta la vita collezionò centosessanta dipinti, di cui diciotto di Murillo. Quando morì, la sua collezione fu dispersa quando fu venduta all'asta. Alcune opere furono acquistate da Gaspar Murillo, figlio del pittore e anche canonico della Cattedrale di Siviglia, ma la maggior parte delle tele fu acquistata da un mercante fiammingo residente a Siviglia di nome Nicolás Omazur.
Dal gennaio 1895, l'antica Calle del Chorro, nel Barrio de Santa Cruz, dove viveva, porta il suo nome. La sua casa era molto vicina all'ospedale de los Venerables, di cui sovrintendeva ai lavori, e alla chiesa di Santa Maria la Bianca.
Le sue spoglie riposano nella cattedrale di Siviglia.

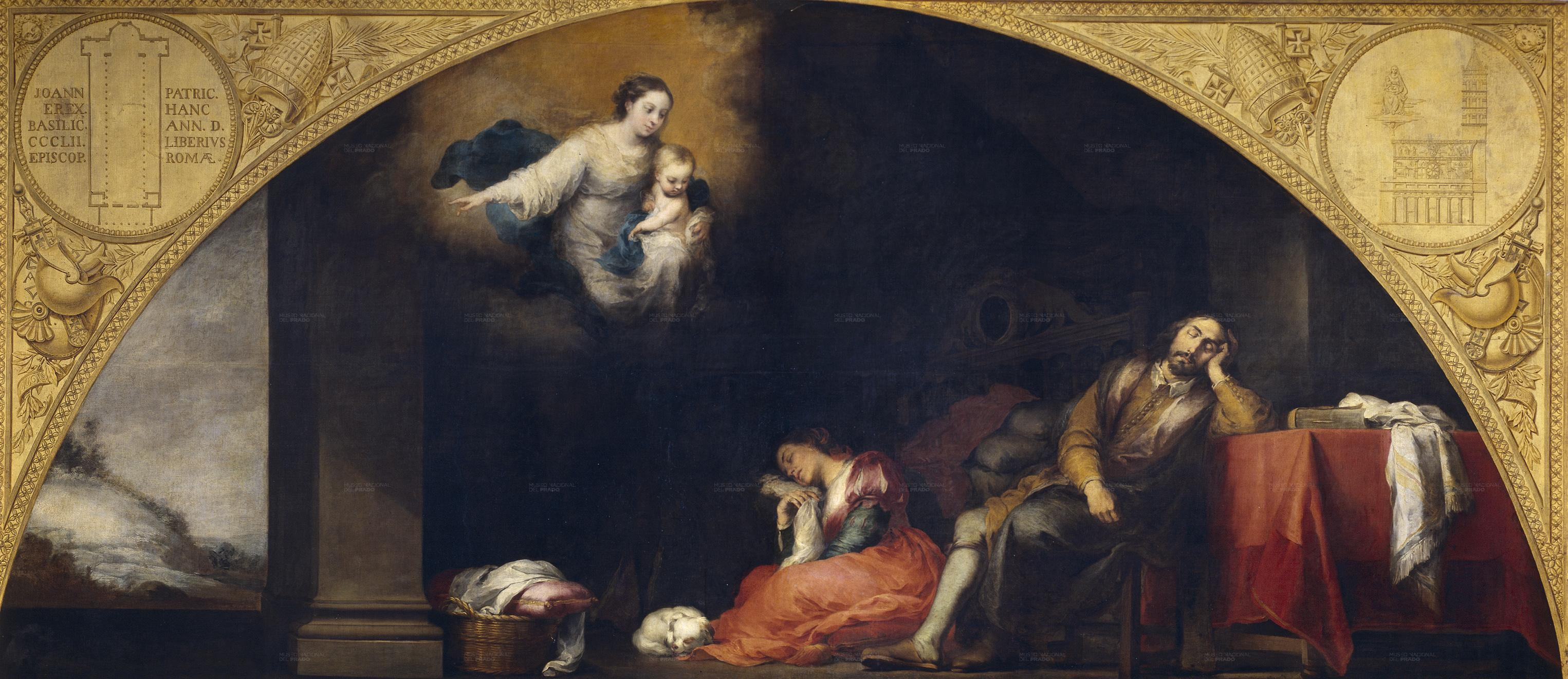
Il sogno del patrizio
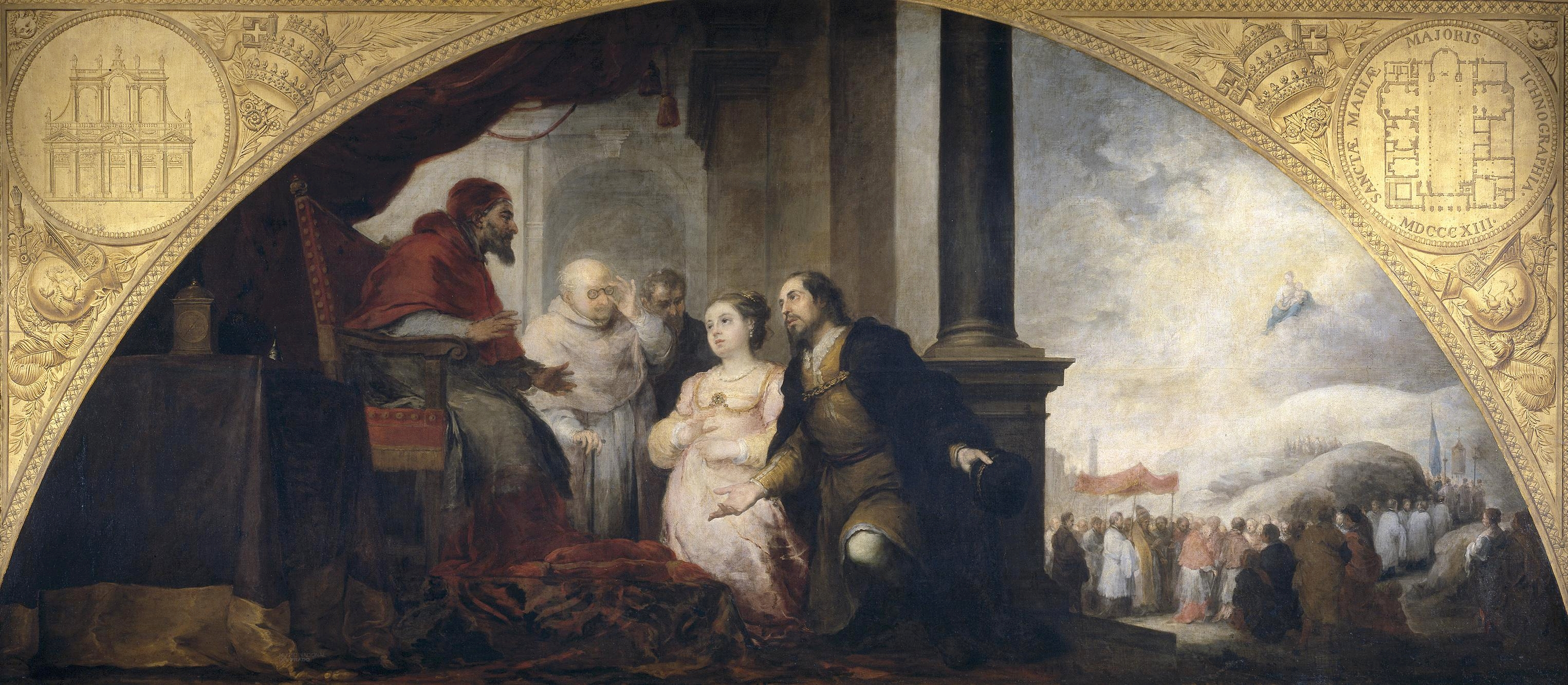
Il patrizio Juan e sua moglie davanti a papa Liberio